# メフディ・モステファ
メフディ・モステファ・スバー（Mehdi Mostefa Sbaa 、1983年8月30日 - ）は、フランス・ディジョン出身のプロサッカー選手。元アルジェリア代表。ASベジエ所属。ポジションは、ディフェンダー。

## 経歴

### クラブ
2011年6月6日、リーグ・アンに昇格したACアジャクシオと2年契約を結んだ。
2014年8月7日、FCロリアンに移籍、3年契約を結んだ。
2015年8月27日、SCバスティアに移籍。

### 代表
2010年10月30日、アルジェリア代表初招集。サッカールクセンブルク代表との親善試合でスタメン出場しアルジェリア代表デビュー。
2011年3月26日のアフリカネイションズカップ2012予選・モロッコ戦で公式戦初出場。

## 人物
父親はアルジェリア北部のルリザンヌ県出身の移民で、母親はフランス人である。

## 代表歴

### 出場大会
- アルジェリア代表
  - 2014 FIFAワールドカップ

### 試合数
- 国際Aマッチ 25試合 0得点（2010年-2014年）[9]

| アルジェリア代表 | 国際Aマッチ | 国際Aマッチ |
| 年               | 出場        | 得点        |
| ---------------- | ----------- | ----------- |
| 2010             | 1           | 0           |
| 2011             | 3           | 0           |
| 2012             | 5           | 0           |
| 2013             | 12          | 0           |
| 2014             | 4           | 0           |
| 通算             | 25          | 0           |